# Светкавица (Градежница)
Вижте пояснителната страница за други значения на Светкавица.
„Светкавица“ е футболен клуб от село Градежница, община Тетевен, област Ловеч, България.
Участва в А ОФГ Ловеч, през изминалия сезон 2014/2015 записва голям брой победи, като най-впечатляващи са тези срещу Олимпик Тетевен (5:0), Успех Угърчин (8:1), Вихър Баховица (6:1).
През сезон 2015/2016 също участва в тази група.

## Състав
Вратари: Мирослав Илиев
Защитници: Илиян Атанасов, Денчо Денчев, Силян Радев, Венци Денчев, Никола Маргаритов
Полузащитници: Огнян Атанасов, Ивелин Аладжов, Атанас Красимиров, Младен Красимиров, Страхил Младенов
Нападатели: Румен Миков (к), Калин Калинов, Атанас Сираков